# Samtkehlnachtigall
Die Samtkehlnachtigall (Larvivora komadori, jap. アカヒゲ Akahige) oder auch Samtkehlchen bzw. Ryu-Kyu-Erdsänger genannt ist eine Vogelart aus der Familie der Fliegenschnäpper. Im englischen Sprachraum wird sie als Ryukyu Robin („Ryukyu-Rotkehlchen“) bezeichnet. Sie ist im Süden Japans verbreitet.

## Merkmale
Die Samtkehlnachtigall ist eine kleine Vogelart mit schlanken Beinen. Der Schnabel ist typisch für Insektenfresser schmal und länglich geformt. Das Gefieder ist dorsal orange gefärbt. Die Bauchseite hat dagegen einen grauen Farbton. Ausgewachsene männliche und weibliche Tiere lassen sich an der Kehlfarbe unterscheiden. Diese ist bei den Männchen schwarz und bei den Weibchen hellgrau.

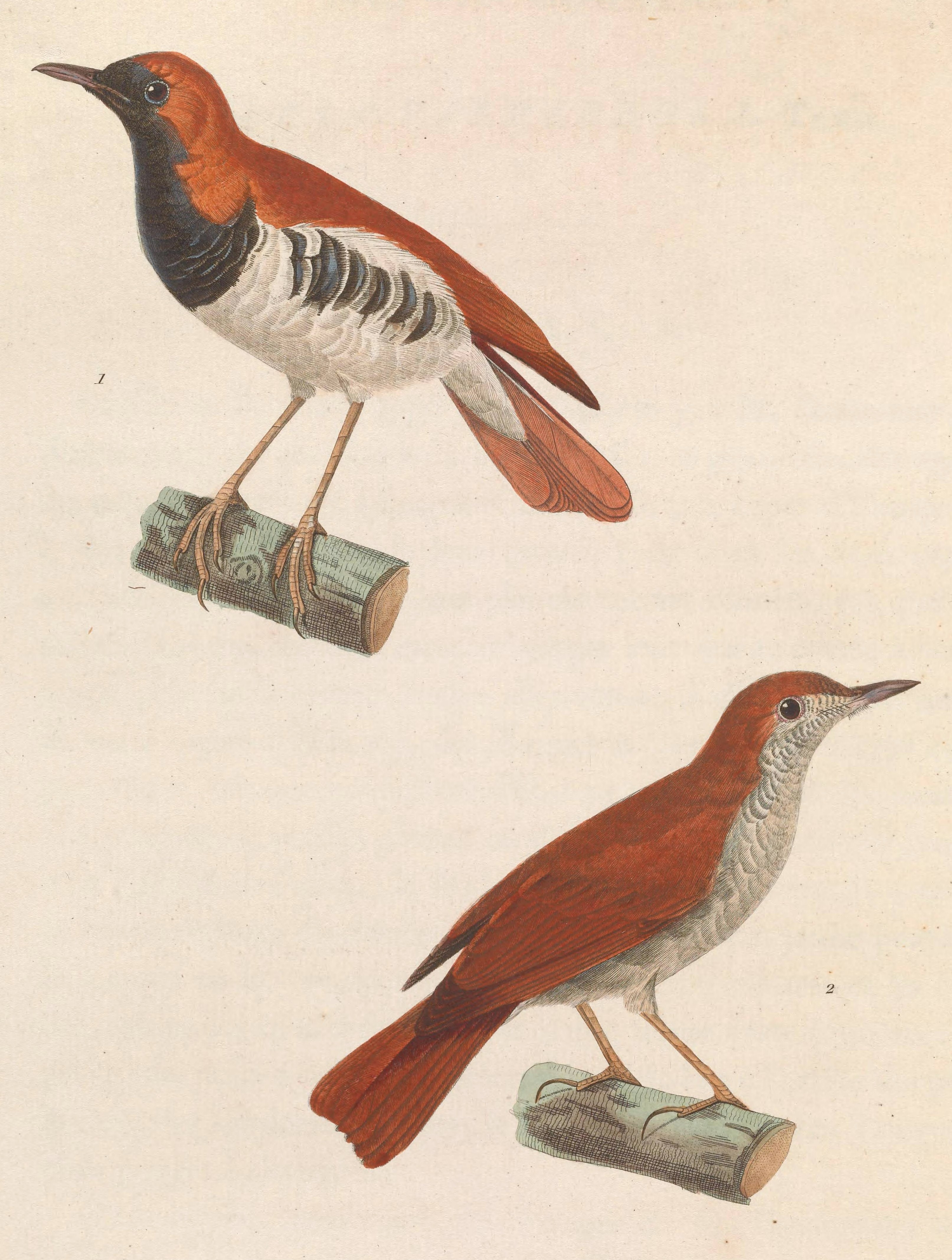
Zeichnung eines männlichen und weiblichen Vogels
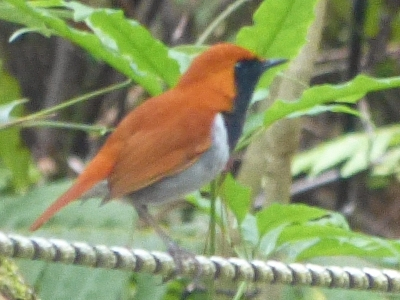
Männchen im Norden der Insel Okinawa
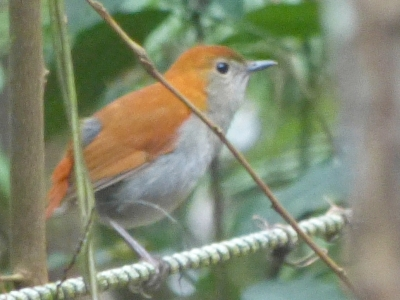
Weibchen am gleichen Ort

## Verbreitungsgebiet und Gefährdung
Das Verbreitungsgebiet liegt in der paläarktischen Region. Die Vogelart ist in Japan endemisch und dort auf den Ryūkyū-Inseln sowie der „Mann-Frau-Inselgruppe“ Danjo-guntō verbreitet. Letztere ist eine unbewohnte Inselgruppe mit einer Gesamtfläche von ca. 4,7 km², und die Samtkehlnachtigall wurde erstmals 1970 in diesem Gebiet bestätigt. Seitdem wurden bis 1988 drei Erhebungen zur Populationsdichte durchgeführt, und die maximale Anzahl von Individuen dort auf etwa 1.000 geschätzt. In der dritten 1988 durchgeführten Umfrage wurde dabei eine Abnahme der Populationsdichte gemeldet.
Die Gesamtpopulation der Vogelart auf allen Inseln wird anhand des Verbreitungsgebiets und Beobachtungen dieser und ähnlicher kleinen Vogelarten auf 10.000 – 20.000 Individuen und davon etwa zwei Drittel ausgewachsene Tiere geschätzt.
Eine mögliche Bedrohung stellen unter anderem auf den Inseln eingeführte Raubtiere wie der Kleine Mungo auf Okinawa Hontō oder Japan-Wiesel auf Nakanoshima dar sowie der Verlust an Lebensraum durch kommerzielle Abholzung. Die International Union for Conservation of Nature and Natural Resources (IUCN) stuft die Art deshalb bisher als potenziell gefährdet (Near Threatened) ein.

## Lebensweise
Die Vögel brüten in Felsspalten und Baumwurzeln auf den nördlichen Ryūkyū-Inseln zwischen Tanegashima und Tokunoshima weiter im Süden und ziehen im Winter zu den südlichen Ryūkyū-Inseln. Einige Tiere verbleiben jedoch auch auf Amami-Ōshima. Die Vögel leben im Unterholz und in bodennaher Vegetation in immergrünen Wäldern.

## Systematik
Die Samtkehlnachtigall wurde ursprünglich zusammen mit der Schwesterart Rostkehlnachtigall (Larvivora akahige) und dem europäischen Rotkehlchen (Erithacus rubecula) in die Gattung Erithacus eingeordnet. Eine molekulare phylogenetische Studie aus dem Jahr 2006 ergab, dass die beiden ostasiatischen Arten der Blaunachtigall (Larvivora cyane) – zu der Zeit in der Gattung Luscinia – ähnlicher waren als dem europäischen Rotkehlchen. Im Jahr 2010 bestätigte eine weitere Studie dieses Ergebnis und fand zudem heraus, dass Luscinia nicht monophyletisch war. Die Gattung Larvivora wurde daher wiederbelebt, um eine Gruppe von Arten aufzunehmen, die zuvor in der Gattung Luscinia eingeordnet waren – darunter die genannte Rostkehlnachtigall, Samtkehlnachtigall und Blaunachtigall.
Unterarten:

- Larvivora komadori komadori (Temminck, 1835) – jap. アカヒゲ Akahige

Auf der Roten Liste gefährdeter Vögel Japans von 2020 ist die Unterart L. komadori komadori als gefährdet (Vunerable) eingestuft. Die Unterart ist auf den nördlichen Ryūkyū-Inseln (Tanegashima, Amami-Ōshima, Tokunoshima) verbreitet.
- Larvivora komadori namiyei (Stejneger, 1887) – jap. ホントウアカヒゲ Hontō-Akahige

Auf der Roten Liste gefährdeter Vögel Japans von 2020 ist die Unterart L. komadori namiyei als stark gefährdet (Endangered) eingestuft. Die Unterart ist auf der Nordseite Okinawa Hontōs verbreitet.
- Larvivora komadori subrufus (Kuroda, 1923) – jap. ウスアカヒゲ Usu-Akahige

Auf der Roten Liste gefährdeter Vögel Japans von 2020 ist die Unterart L. komadori subrufus bereits als ausgestorben eingestuft. Sie war auf den südlichen Ryūkyū-Inseln (Ishigaki, Iriomote und Yonaguni) verbreitet.
Ausgehend von der phylogenetischen geografischen Analyse differenzierte sich die Art im zentralen Teil der Ryūkyū-Inseln während des Pleistozän. Dabei wird vermutet, dass entweder die nördliche oder die südliche Population zu migrieren begann oder einige Populationen aufhörten zu migrieren.